# Соколовсько-Сарбайський гірничо-збагачувальний комбінат
Соколовсько-Сарбайський гірничо-збагачувальний комбінат — підприємство з видобутку і збагачення залізних руд у Костанайській області Казахстану. Наразі відоме як  Соколовсько-Сарбайске гірничо-збагачувальне виробниче об’єднання (ССГВО).
Створений на базі Соколовського та Сарбайського родовищ магнетитових руд. В подальшому під контроль ССГВО потрапило Качарське родовище, яке первісно розроблялось Качарським гірничо-збагачувальним комбінатом.
Видобуток руди забезпечують Соколовський кар'єр, Соколовська шахта, Сарбайський кар'єр, Качарський кар'єр та кар'єр Куржункуль.
Також ССГВО належить Алєксєєвський доломітовий кар'єр у Акмолинській області та Кзил-Жарський вапняковий кар'єр у тій же Костанайській області.
Серед інших об'єктів ССГВО володіє Рудненською ТЕЦ.